# آخرین رقص (فیلم ۱۹۹۳)
آخرین رقص (سوئدی: Sista dansen) یک فیلم درام دلهره‌آور دانمارکی-نروژی-سوئدی به کارگردانی کالین ناتلی است که در سال ۱۹۹۳ منتشر شد. از بازیگران آن می‌توان به هلنا برگستروم، اوا فرولینگ، پتر اندرسون، استلان اسکاشگورد، سوئره آنکر اوسدال، ارنست گونتر و فیلیپ جکسون اشاره کرد.